# Studio Universal (Latinoamérica)
Studio Universal (conocido como Studio) es un canal de televisión por suscripción latinoamericano de origen estadounidense, propiedad de NBCUniversal operado por NBCUniversal International Networks y distribuido por Ole Distribution, una empresa formada entre Ole Communications y Warner Bros. Discovery.

## Historia
Fue lanzado el 1 de febrero de 2010 en América Latina en reemplazo de Hallmark Channel. Su programación se basa en películas, principalmente en las de Universal Studios, y programas relacionados con entrevistas, reflexiones y cortometrajes. Frecuentemente tiene noches temáticas, en que se muestran una serie de películas o sagas en torno a un género, director o actor. Pero principalmente, transmiten películas de temática navideña, una tras otra, durante meses seguidos. 
Se especulaba que se lanzaría su señal en alta definición a partir del primer trimestre de 2014. Finalmente, se lanzó en agosto de ese mismo año.
A partir del 1 de julio de 2015 la señal pasa a ser distribuida por NBCUniversal International Networks, excepto en Brasil. El 1 de mayo de 2016 estrenó nuevas gráficas junto con una nueva tipografía, nuevos colores, nuevo logo y cambió de eslogan pasando a ser Vivimos el cine.

## Logotipos

2010-2016
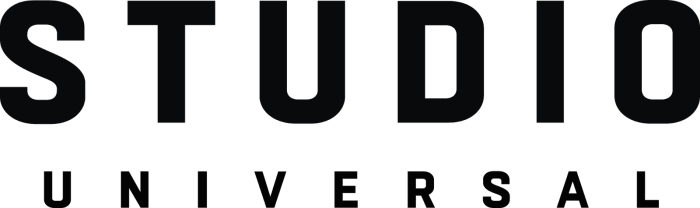
Desde 2016